# Lliga dels Drets dels Pobles
La Lliga dels Drets dels Pobles és una ONG amb seu a Sabadell, fundada l'any 1977, en defensa dels drets humans i en especial la per a la denúncia de les situacions d'abusos i mancances de poblacions pobres. Pretén fomentar valors com el respecte, la solidaritat i la cultura de la pau i col·labora en diferents projectes d'ajuda arreu del món. Està, en part, influenciada per corrents internacionals de la Ligue Internationale pour les Droits et la Libération des Peuples. Fa una tasca d'informació i conscienciació amb altres entitats locals però també s'involucra en projectes a l'estranger. Organitza campanyes de sensibilització i eines pedagògiques destinats a nens i adolescents amb l'objectiu de formar en valors que permetin veure les desigualtats actuals en el món i les oportunitats per evitar-les. Entre els seus projectes més destacats, s'inclouen:
- Indígenes, quan la terra camina: Sobre la lluita de la població indígena am una exposició en col·laboració amb la Diputació de Barcelona[3] i jornades realitzades junt amb el Centre d'Estudis Amazònics (CEAM).[4][5]
- Amazònia, masato o petroli: Documental de la selva i l'abús que se'n fa.[6]
- Congo, Perill de riqueses: Sobre com preservar la pau.[7]
- Amazònia indígena, maleta pedagògica.